# Walton (Kentucky)
Walton – miasto w Stanach Zjednoczonych, w stanie Kentucky, w hrabstwie Boone.